# Currie Graham
Currie Graham (ur. 26 lutego 1967 w Hamilton) – kanadyjski aktor teatralny, filmowy i telewizyjny.

## Życiorys
Currie Graham urodził się w kanadyjskim Hamilton 26 lutego 1967 roku. Wychował się w Cardinal w prowincji Ontario. W młodości uprawiał koszykówkę. Po zagraniu w kilku szkolnych przedstawieniach, postanowił, że zostanie aktorem. Studiował w Stanach Zjednoczonych w American Academy of Dramatic Arts w Nowym Jorku. Grywał w teatrze. W 1988 roku zagrał epizodyczna rolę w sitcomie Just the Ten of Us. Następna była rola w serialu Prawo i porządek. Aktor wystąpił w takich produkcjach, jak: Mentalista, Dr House, Uwaga, faceci!, Gotowe na wszystko, Nowojorscy gliniarze, czy Orły z Bostonu.
Aktor był nominowany do kanadyjskiej Nagrody Gemini w 2004 roku „za najlepszy występ aktorski w wyróżnionej roli drugoplanowej w programie dramatycznym lub miniserialu” za rolę konstabla Roberta Crossa w filmie telewizyjnym Cowboys and Indians: The J.J. Harper Story z 2003 roku.
Currie Graham jest żonaty, ma córkę. Mieszka w Los Angeles. Ma 191 cm wzrostu.

## Filmografia
- 1997–2005 – Nowojorscy gliniarze jako Thomas Bale[4]
- 1998 – Lekarze z Los Angeles jako Jay Johnson (odcinek 6, seria I)[5]
- 1999–2000 – A teraz Susan jako Nate Knaborski[6]
- 2001–2006 – CSI: Kryminalne zagadki Las Vegas jako  Stanley Hunter, Willy Cutler (3 odcinki)[7]
- 2002 – U progu szaleństwa jako dr Jenkins[8]
- 2004 – Pokonać własny cień jako Crispin Klein[9]
- 2004 – Detektyw Monk jako  Harold Maloney (odcinek 13, seria II)[10]
- 2004 – CSI: Kryminalne zagadki Miami jako Robert Mackenzie (odcinek 17, seria II)[11]
- 2005 – Atak na posterunek jako Mike Kahane[12]
- 2005 – Odległy front jako kapral Shaver[13]
- 2005 – Dr House jako Mark Warner (odcinek 22, seria I)[14]
- 2005–2008 – Orły z Bostonu jako Frank Ginsberg (rola drugoplanowa)[15]
- 2005–2007 – Gotowe na wszystko jako Ed Ferrara[16]
- 2008 – Gwiezdne wrota: Arka Prawdy jako James Marrick[17]
- 2011 – Skok Henry’ego jako Simon[18]
- 2012 – Hitchcock jako PR Flack[19]
- 2012 – Arrow jako Derek „King” Reston (odcinek 6, seria I)[20]
- 2014 – Pompeje jako Bellator[21]
- 2014 – Śmiertelna gorączka 3 jako Edwards[22]
- 2014 – Kiss Me jako dr Craig[23]
- 2014–2016 – Z premedytacją jako Mario Siletti (rola drugoplanowa)[24]
- 2016 – Ostatnia misja USS Indianapolis jako kpt. Ryan[25]
- 2016 – Havenhurst jako Mike[26]
- 2016 – Agentka Carter jako Calvin Chadwick[27]
- 2016–2018 – Westworld jako Craig (w dwóch odcinakch)[28]
- 2017 – Ten Days in the Valley jako Henry Vega[29]
- 2017 – Chicago PD jako Todd Smith (odcinek 5, seria V)[30]
- 2018–2021 – Rekrut jako Ben McRee[31]
- 2019 – Projekt Błękitna Księga jako Cal Miller[32]
- 2022 – Reacher jako Kliner Sr.[33]